# Jaime Hernández
Jaime Javier Hernández Bertrán (Barcellona, 18 gennaio 1972) è un ex ciclista su strada spagnolo, professionista dal 1998 al 2007.

## Palmarès

### Strada
- 1993 (Dilettanti, una vittoria)

Classifica generale Cinturó de l'Empordà

#### Altri successi
- 1994 (Dilettanti)

Trofeo Guerrita

## Piazzamenti

### Grandi Giri
- Giro d'Italia

1997: 64º
- Tour de France

1999: 102º
2000: 97º
- Vuelta a España

1999: 77º
2000: 80º
2001: 89º
2002: 117º
2003: ritirato (8ª tappa)

### Classiche monumento
- Milano-Sanremo

1999: 123º
2000: 77º
2001: 145º
- Giro delle Fiandre

1997: 47º
1998: 58º
2000: 80º
- Parigi-Roubaix

1997: ritirato
1998: fuori tempo massimo
2000: ritirato
2001: ritirato
2002: ritirato
- Giro di Lombardia

1998: ritirato